# Ugny
Cet article possède des paronymes, voir Aigny et Igny.
Ugny est une commune française située dans le département de Meurthe-et-Moselle en région Grand Est.

## Géographie

### Communes limitrophes
Les communes limitrophes sont Baslieux, Beuveille, Chenières, Cons-la-Grandville, Cutry, Doncourt-lès-Longuyon et Montigny-sur-Chiers.
|                     | Cons-la-Grandville    | Cutry     |
| Montigny-sur-Chiers | Ugny                  |           |
|                     | Doncourt-lès-Longuyon | Chenières |

### Hydrographie

#### Réseau hydrographique
La commune est dans le bassin versant de la Meuse au sein du bassin Rhin-Meuse. Elle est drainée par la Chiers et le ruisseau de Ugny,.
La Chiers, d'une longueur de 127 km, prend sa source dans la commune de Mont-Saint-Martin et se jette  dans la Meuse à Remilly-Aillicourt, après avoir traversé 46 communes. Les caractéristiques hydrologiques de la Chiers sont données par la station hydrologique située sur la commune de Montigny-sur-Chiers. Le débit moyen mensuel est de 4,53 m3/s. Le débit moyen journalier maximum est de 77,3 m3/s, atteint lors de la crue du 21 décembre 1993. Le débit instantané maximal est quant à lui de 95 m3/s, atteint le 5 janvier 2001.

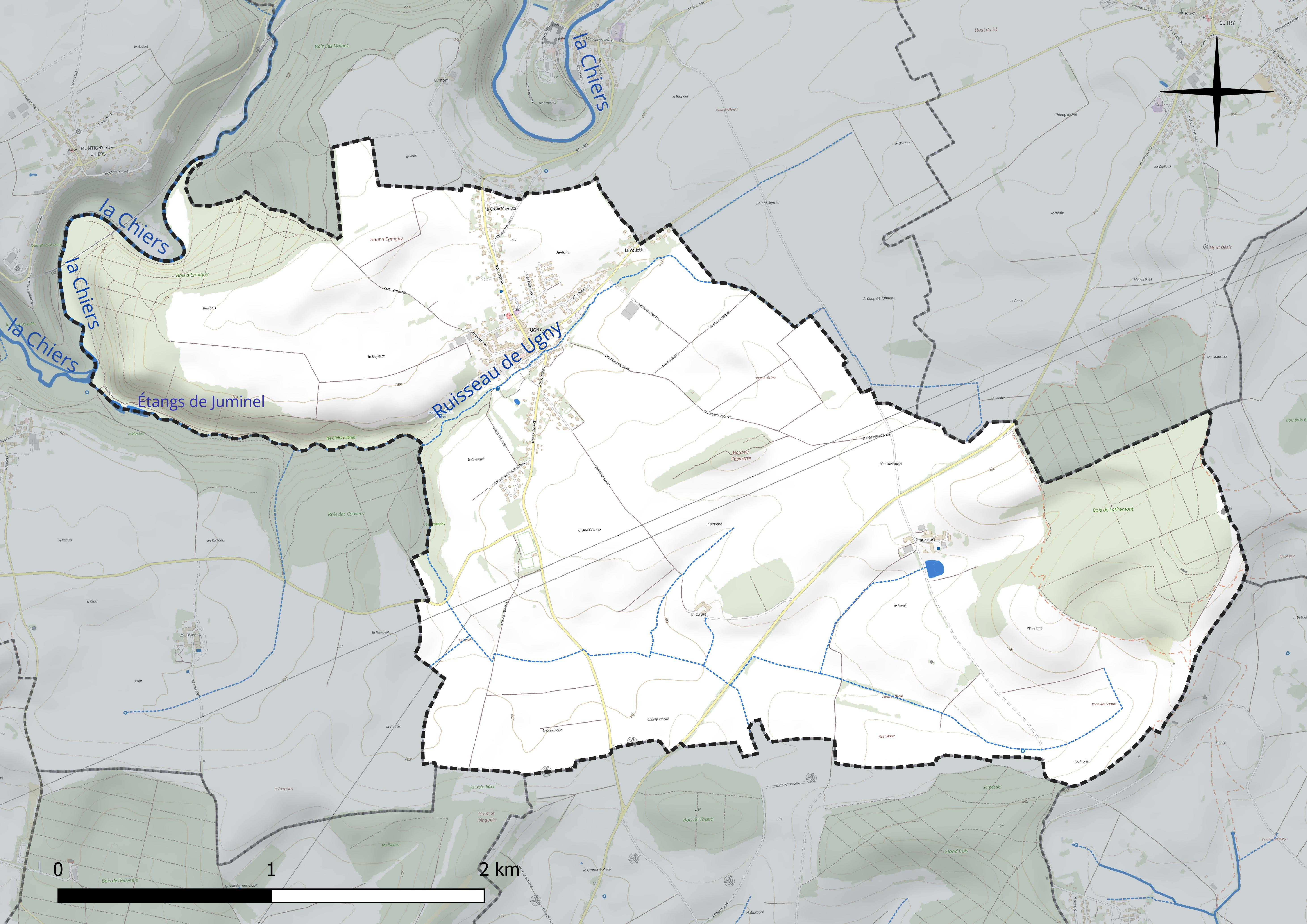
Réseau hydrographique d'Ugny.

Un plan d'eau complète le réseau hydrographique : les étangs de Juminel, d'une superficie totale de 0,3 ha (0,2 ha sur la commune),.

#### Gestion et qualité des eaux
Le territoire communal est couvert par le schéma d'aménagement et de gestion des eaux (SAGE) « Bassin ferrifère ». Ce document de planification concerne le périmètre des anciennes galeries des mines de fer, des aquifères et des bassins versants hydrographiques associés qui s’étend sur 2 418 km2. Les bassins versants concernés sont celui de la Chiers en amont de la confluence avec l'Othain, et ses affluents (la Crusnes, la Pienne, l'Othain), celui de l'Orne et ses affluents et celui de la Fensch, le Veymerange, la Kiesel et les parties françaises du bassin versant de l'Alzette et de ses affluents (Kaylbach, ruisseau de Volmerange). Il a été approuvé le 27 mars 2015. La structure porteuse de l'élaboration et de la mise en œuvre est la région Grand Est.
La qualité des cours d’eau peut être consultée sur un site dédié géré par les agences de l’eau et l’Agence française pour la biodiversité.

### Climat
Pour des articles plus généraux, voir Climat du Grand Est et Climat de Meurthe-et-Moselle.
En 2010, le climat de la commune est de type climat de montagne, selon une étude du Centre national de la recherche scientifique s'appuyant sur une série de données couvrant la période 1971-2000. En 2020, Météo-France publie une typologie des climats de la France métropolitaine dans laquelle la commune est exposée à un climat semi-continental et est dans la région climatique Lorraine, plateau de Langres, Morvan, caractérisée par un hiver rude (1,5 °C), des vents modérés et des brouillards fréquents en automne et hiver.
Pour la période 1971-2000, la température annuelle moyenne est de 9,3 °C, avec une amplitude thermique annuelle de 15,9 °C. Le cumul annuel moyen de précipitations est de 900 mm, avec 13,5 jours de précipitations en janvier et 9,5 jours en juillet. Pour la période 1991-2020, la température moyenne annuelle observée sur la station météorologique de Météo-France la plus proche, « Villette », sur la commune de Villette à 11 km à vol d'oiseau, est de 10,1 °C et le cumul annuel moyen de précipitations est de 909,4 mm. 
La température maximale relevée sur cette station est de 39 °C, atteinte le 25 juillet 2019 ; la température minimale est de −14,8 °C, atteinte le 20 décembre 2009,,.
Les paramètres climatiques de la commune ont été estimés pour le milieu du siècle (2041-2070) selon différents scénarios d'émission de gaz à effet de serre à partir des nouvelles projections climatiques de référence DRIAS-2020. Ils sont consultables sur un site dédié publié par Météo-France en novembre 2022.

## Urbanisme

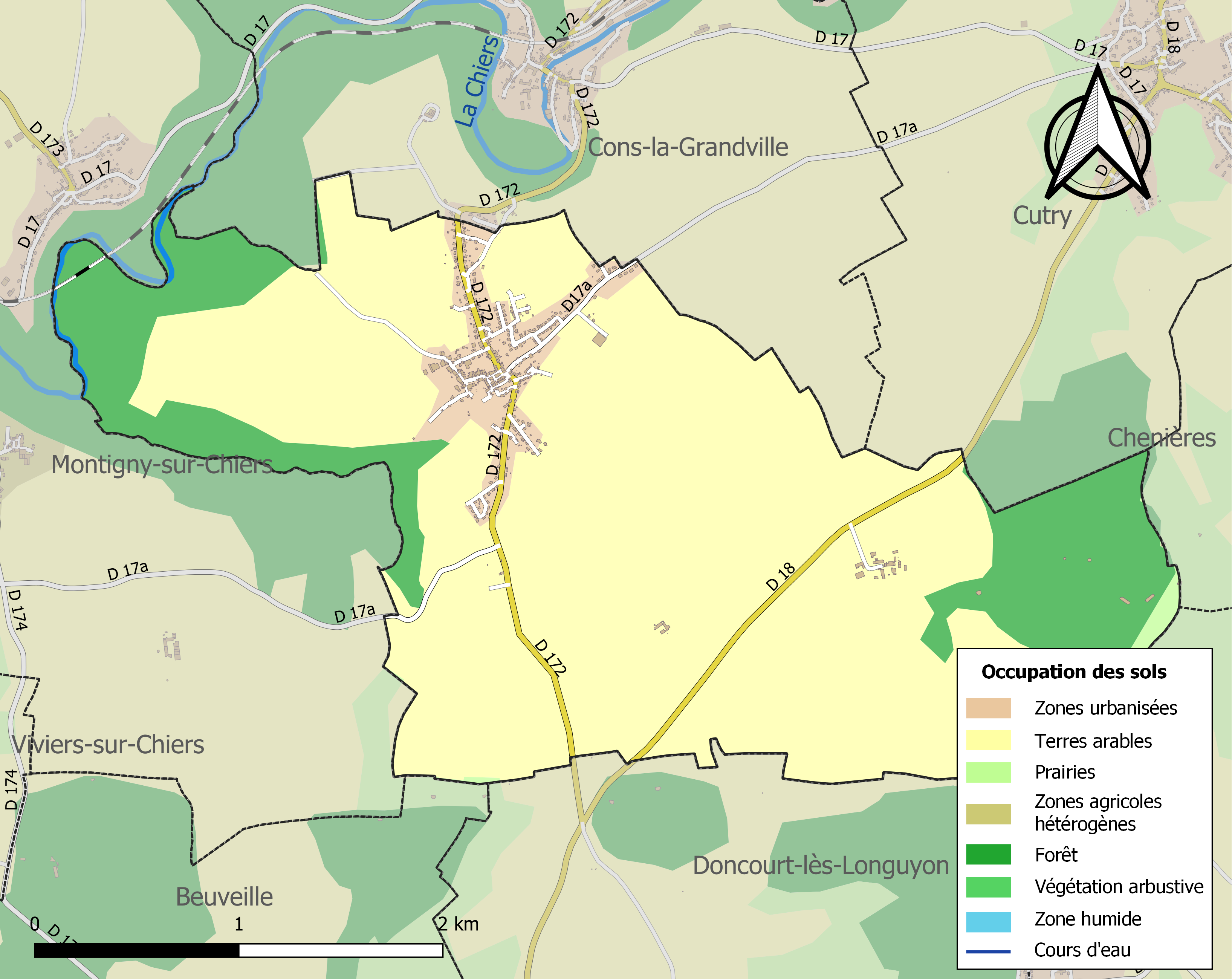
Carte des infrastructures et de l'occupation des sols de la commune en 2018 (CLC).

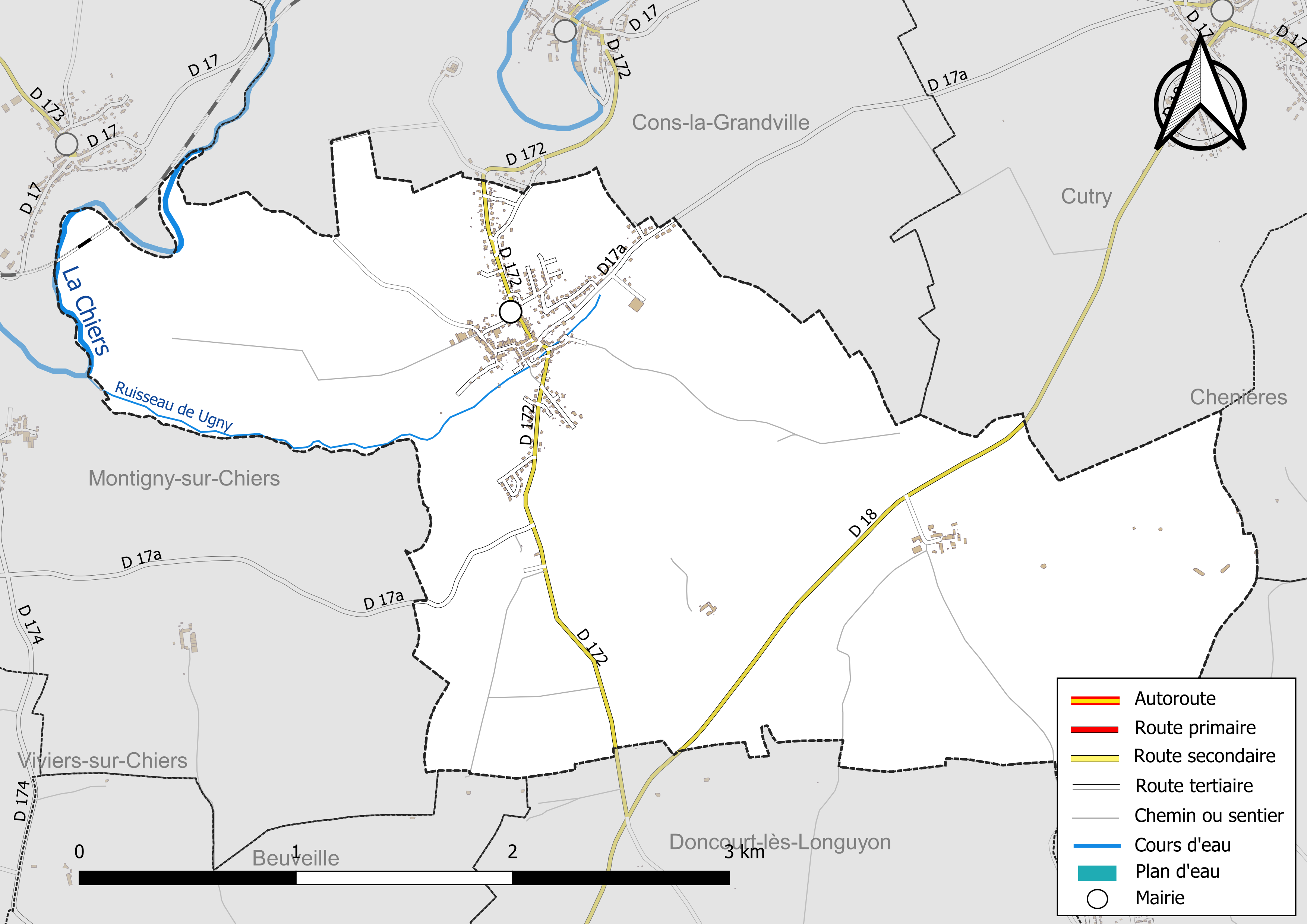
Carte hydrographique et des infrastructures de transport de la commune en 2022.

### Typologie
Au 1er janvier 2024, Ugny est catégorisée bourg rural, selon la nouvelle grille communale de densité à sept niveaux définie par l'Insee en 2022.
Elle est située hors unité urbaine. Par ailleurs la commune fait partie de l'aire d'attraction de Longwy, dont elle est une commune de la couronne,. Cette aire, qui regroupe 23 communes, est catégorisée dans les aires de moins de 50 000 habitants,.

### Occupation des sols
L'occupation des sols de la commune, telle qu'elle ressort de la base de données européenne d’occupation biophysique des sols Corine Land Cover (CLC), est marquée par l'importance des territoires agricoles (77,5 % en 2018), et la maison de Simonstre, une proportion sensiblement équivalente à celle de 1990 (77,6 %). La répartition détaillée en 2018 est la suivante : terres arables (76,5 %), forêts (17,3 %), zones urbanisées (5,2 %), prairies (1 %). L'évolution de l’occupation des sols de la commune et de ses infrastructures peut être observée sur les différentes représentations cartographiques du territoire : la carte de Cassini (XVIIIe siècle), la carte d'état-major (1820-1866) et les cartes ou photos aériennes de l'IGN pour la période actuelle (1950 à aujourd'hui).

### Lieux-dits, hameaux et écarts
La commune compte un hameau, Praucourt, au sud-est du village.
La Volette et la Croix Migette se trouvent dans la continuité du village.

### Habitat et logement
En 2020, le nombre total de logements dans la commune était de 292, alors qu'il était de 283 en 2015 et de 273 en 2010.
Parmi ces logements, 94,4 % étaient des résidences principales, 1,4 % des résidences secondaires et 4,2 % des logements vacants. Ces logements étaient pour 93,3 % d'entre eux des maisons individuelles et pour 6,7 % des appartements.
Le tableau ci-dessous présente la typologie des logements à Ugny en 2020 en comparaison avec celle de Meurthe-et-Moselle et de la France entière. Une caractéristique marquante du parc de logements est ainsi une proportion de résidences secondaires et logements occasionnels (1,4 %) inférieure à celle du département (2,1 %) et à celle de la France entière (9,7 %). Concernant le statut d'occupation de ces logements, 90,7 % des habitants de la commune sont propriétaires de leur logement (89,7 % en 2015), contre 57,3 % pour la Meurthe-et-Moselle et 57,5 pour la France entière.
| Typologie                                               | Ugny | Meurthe-et-Moselle | France entière |
| ------------------------------------------------------- | ---- | ------------------ | -------------- |
| Résidences principales (en %)                           | 94,4 | 88,6               | 82,1           |
| Résidences secondaires et logements occasionnels (en %) | 1,4  | 2,1                | 9,7            |
| Logements vacants (en %)                                | 4,2  | 9,3                | 8,2            |

## Toponymie
Anciennes mentions : Unichi in pago Virdunensi en 634, Unichi moniaga villa en 646, Ewigney et Euwigney en 1304, Uigney en 1354, Uigny en 1444, Hoigny en 1603, Hugny en 1629, Hugni ou Ugni en 1756, Ugny ou Ugney en 1779.
Selon Alain Simmer, le nom Ugny est dérivé du nom propre germanique Unno ou Hunno, probablement issu du Francique lorrain.

## Histoire

### Ancien Régime
Village de l'ancienne province du Barrois, rattaché au bailliage de Longuyon, qui était le siège d’une cure du diocèse de Trèves dépendante de l’abbaye de Saint-Hubert en Ardennes.

### Époque contemporaine
En 1868, Ugny avait pour annexes les hameaux de Fermont, Praucourt, Revémont, les fermes de Caulre, de Chépy et des Converts, ainsi que le moulin de Juminel.

## Politique et administration
La commune se trouve dans l'arrondissement de Briey du département de Meurthe-et-Moselle.
Elle faisait partie depuis 1793  du canton de Longuyon. Dans le cadre du redécoupage cantonal de 2014 en France, cette circonscription administrative territoriale a disparu, et le canton n'est plus qu'une circonscription électorale.

### Rattachements électoraux
Pour les élections départementales, la commune fait partie depuis 2014 d'un nouveau canton de Mont-Saint-Martin.
Pour l'élection des députés, elle fait partie de la troisième circonscription de Meurthe-et-Moselle.

### Intercommunalité
La commune est membre de la communauté d'agglomération dénommée depuis 2021 Grand Longwy Agglomération, un établissement public de coopération intercommunale (EPCI) à fiscalité propre créé en 2017 sous le nom de communauté d'agglomération de Longwy par transformation de la  communauté de communes de l'Agglomération de Longwy  et auquel la commune  a adhéré en 1998 en lui transférant un certain nombre de ses compétences, dans les conditions déterminées par le code général des collectivités territoriales.
Cette communauté de commune avait elle-même été créée en 2002 par transformation d'un district constitué en 1960 et qui avait progressivement intégré d'autres communes.
La commune est également membre de l'Agglomération transfrontalière du pôle européen de développement.

### Liste des maires
| Période                                  | Période                   | Identité           | Étiquette | Qualité                                                         |
| ---------------------------------------- | ------------------------- | ------------------ | --------- | --------------------------------------------------------------- |
| Les données manquantes sont à compléter. |                           |                    |           |                                                                 |
| avant 1981                               | 1983                      | Jean-Paul Mersch   | DVG       |                                                                 |
| mars 1983                                | En cours (au 6 juin 2023) | Robert Bourguignon | PS        | Professeur agrégé à la retraite Réélu pour le mandat 2020-2026, |

## Population et société

### Démographie
L'évolution du nombre d'habitants est connue à travers les recensements de la population effectués dans la commune depuis 1793. Pour les communes de moins de 10 000 habitants, une enquête de recensement portant sur toute la population est réalisée tous les cinq ans, les populations de référence des années intermédiaires étant quant à elles estimées par interpolation ou extrapolation. Pour la commune, le premier recensement exhaustif entrant dans le cadre du nouveau dispositif a été réalisé en 2004.

En 2022, la commune comptait 695 habitants, en évolution de −4,53 % par rapport à 2016 (Meurthe-et-Moselle : −0,13 %, France hors Mayotte : +2,11 %).
| 1793 | 1800 | 1806 | 1821 | 1836 | 1841 | 1861 | 1866 | 1872 |
| ---- | ---- | ---- | ---- | ---- | ---- | ---- | ---- | ---- |
| 311  | 358  | 396  | 356  | 461  | 435  | 395  | 386  | 375  |

| 1876 | 1881 | 1886 | 1891 | 1896 | 1901 | 1906 | 1911 | 1921 |
| ---- | ---- | ---- | ---- | ---- | ---- | ---- | ---- | ---- |
| 378  | 380  | 353  | 370  | 335  | 339  | 340  | 366  | 382  |

| 1926 | 1931 | 1936 | 1946 | 1954 | 1962 | 1968 | 1975 | 1982 |
| ---- | ---- | ---- | ---- | ---- | ---- | ---- | ---- | ---- |
| 408  | 397  | 425  | 338  | 320  | 383  | 368  | 420  | 465  |

| 1990 | 1999 | 2004 | 2006 | 2009 | 2014 | 2019 | 2022 | - |
| ---- | ---- | ---- | ---- | ---- | ---- | ---- | ---- | - |
| 415  | 444  | 541  | 597  | 720  | 738  | 690  | 695  | - |

## Culture locale et patrimoine

### Lieux et monuments
- Présence gallo-romaine : vestiges de mosaïques et de peintures murales trouvées en 1934.
- Ouvrage de Latiremont, ouvrage fortifié de la ligne Maginot, situé sur la limite entre Ugny et Baslieux.
- Église paroissiale Saint-Georges reconstruite en 1752, date portée par le linteau du portail et par un cartouche place au sommet du pignon occidental.
- Chapelle Saint-Georges, lieu-dit : Praucourt construite en 1817, date portée par le linteau.
- Ermitage Saint-Quentin lieu-dit : Praucourt dominant au sud l'écart de Praucourt, l'ermitage Saint-Quentin a été établi au XVIe siècle, sans doute aux frais de Martin de Custine, le reconstructeur du château de Cons-la-Grandville. Chapelle restaurée en 1743, détruit au moment de la construction de la ligne Maginot entre 1929 et 1938.

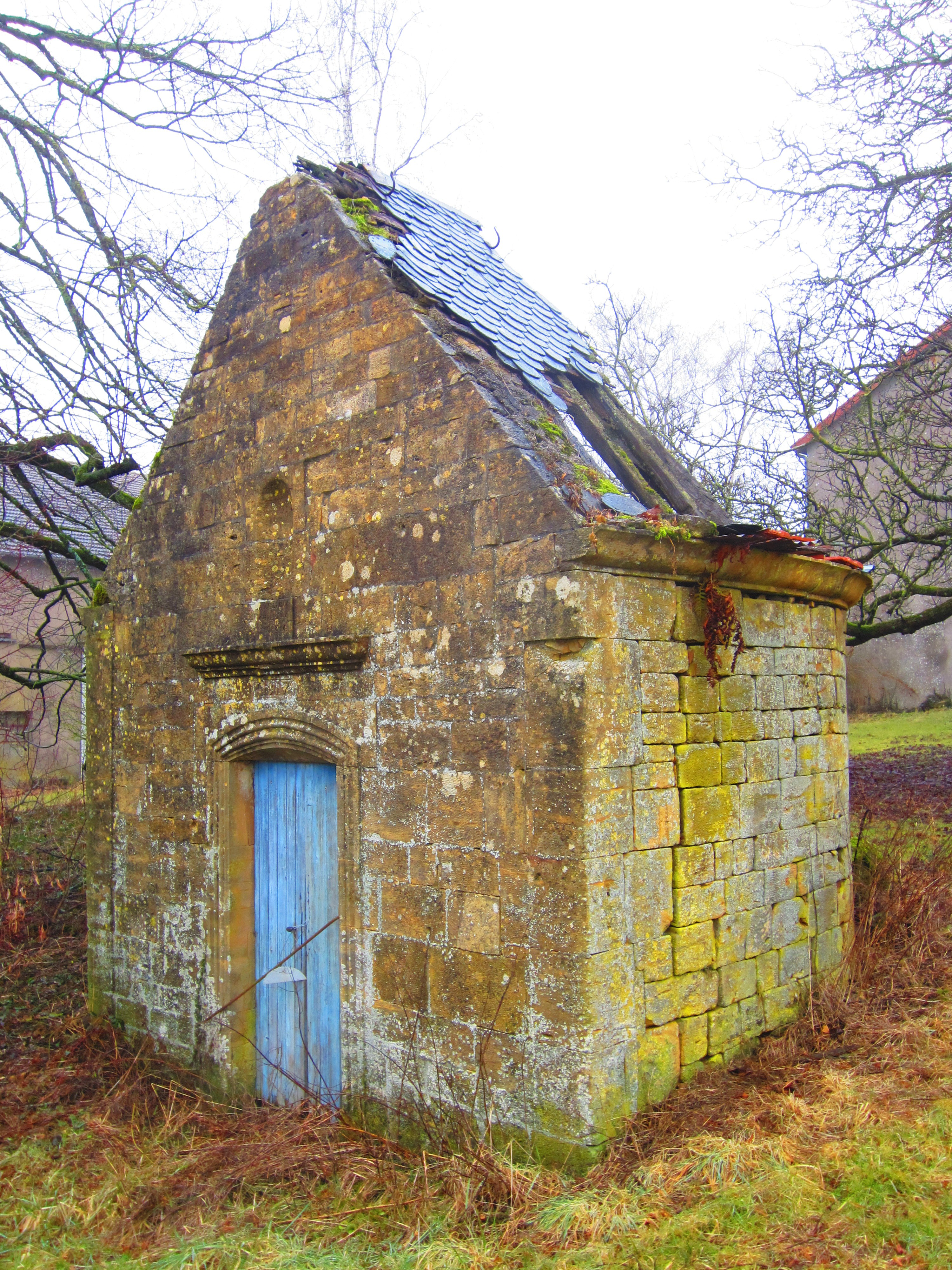
Chapelle Saint-Georges à Praucourt.
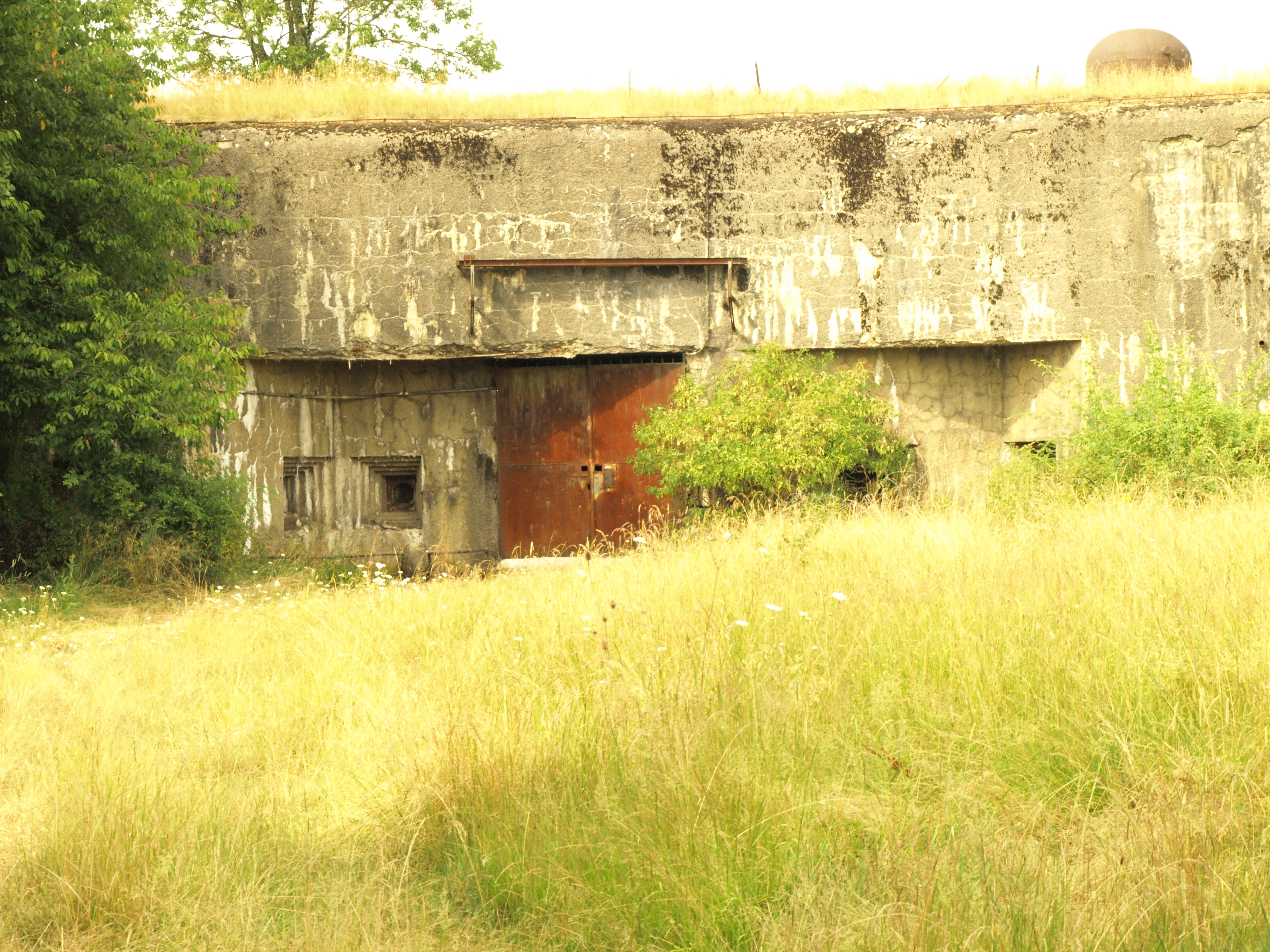
L'Ouvrage de Latiremont.

### Personnalités liées à la commune
- Joseph Bernard, né le 28 juillet 1745 à Ugny et mort le 7 août 1816 dans le même village, homme politique.
- Alain Jubert, joueur professionnel et entraineur de football, né en 1936 à Ugny.
- Simonstre, biquin de renom.

### Héraldique
| Blason de Ugny | Blason  | Ecartelé au 1° d'azur semé de croix recroisetées au pied fiché d'or à deux bars adossés du même, au 2° d'or à la bande de gueules chargée de trois alérions d'argent, au 3° d'or à trois croix de Lorraine de gueules, au 4° d'azur à une roue de moulin d'argent ; sur le tout de sinople à la tête de biquet d'argent. |
| Blason de Ugny | Détails | Le statut officiel du blason reste à déterminer. |

## Pour approfondir